# Proxenos von Theben
Proxenos von Theben (altgriechisch Πρόξενος Próxenos; * 431 v. Chr. wohl in Theben; † 401 v. Chr.) war ein griechischer Heerführer, der nach dem Peloponnesischen Krieg (431–404 v. Chr.) den persischen Prinzen Kyros bei seinen Bemühungen unterstützte, seinen Bruder Artaxerxes II. vom Thron des Großkönigs zu verdrängen. Er war ein langjähriger Freund des Schriftstellers, Geschichtsschreibers und Sokrates-Schülers Xenophon.
Dieser schildert Proxenos, der vermutlich aus einer adligen Familie Thebens stammt, als einen ehrgeizigen Abenteurer, der aber letztlich an seiner Ehrlichkeit und Moralität scheiterte. Nach Xenophon trachtete Proxenos bereits als Jüngling danach, ein Mann zu werden, der großer Taten fähig ist. Er soll sich dieses Verlangens wegen dem berühmten Rhetor Gorgias aus Leontinoi angeschlossen haben und für Geld dessen Schüler geworden sein. Von einer eigenen Lehrtätigkeit Proxenos’ ist nichts bekannt. Nachdem er bei Gorgias ausgelernt hatte, hielt er sich – so Xenophon – „für fähig, zu befehlen und als Freund der Vornehmen mit Wohltaten nicht zurückzustehen“.
Proxenos lebte in der Verbannung in Sardes und wurde dort noch in jungen Jahren ein Gastfreund des persischen Prinzen Kyros, der als Satrap von Lydien Anhänger um sich sammelte, um gegen seinen Bruder Artaxerxes II., den er nicht als den berechtigten Thronfolger ansah, vorgehen zu können. Proxenos folgte 401 v. Chr. dessen Aufforderung, ihm Waffenhilfe zu leisten, indem er ihm eine griechische Söldnerschar von 1500 Hopliten und 500 Leichtbewaffneten zuführte und über diese als Feldherr (Stratege) im Heer des Kyros das Kommando ausübte.
Xenophon, der in Athen eine briefliche Einladung des Proxenos erhalten hatte, sich dem Unternehmen anzuschließen, befragte zuerst das Orakel von Delphi, welchen Göttern er opfern solle, damit dieses Abenteuer glücklich ausgehe. Von seinem Lehrer Sokrates wurde er daraufhin hart getadelt, da er nicht zuerst gefragt hatte, ob er die Reise überhaupt antreten solle oder nicht. Er begleitete dann das Heer des Kyros, zu dessen wichtigsten Anführern Proxenos gehörte. Nach Xenophons Angaben soll Proxenos erhofft haben, sich durch den Feldzug einen berühmten Namen zu machen, großen Einfluss und viel Reichtum zu erwerben, wobei er glaubte, all dies auf ehrliche Art und Weise erreichen zu müssen, anders aber nicht – eine Haltung, mit der sich Proxenos von seinem Kollegen Menon von Pharsalos deutlich unterschied.
Die militärischen Führungsqualitäten des Proxenos beurteilte Xenophon zwiespältig: „Führer von edlen Männern zu sein, dazu war er imstande. In keiner Weise aber konnte er den Soldaten Achtung oder Furcht vor sich selber einflößen, sondern er scheute sich mehr vor seinen Soldaten, als die Untergebenen vor ihm. Offensichtlich fürchtete er mehr, bei seinen Soldaten verhasst zu sein, als jene, ihm den Gehorsam zu verweigern. Er hielt es für ausreichend, um ein guter Führer zu sein und als solcher zu gelten, den Tüchtigen zu loben, den Übeltäter nicht zu loben. Daher waren ihm die rechtschaffenen Männer unter seinen Leuten ergeben, die Schlechten aber planten Böses gegen ihn, da er leicht zu täuschen war.“
Seine Leichtgläubigkeit wurde Proxenos schließlich zum Verhängnis: Nach dem Scheitern des Umsturzplanes und dem vorzeitigen Tode des Kyros in der Schlacht bei Kunaxa am Euphrat ging Proxenos – wie die meisten der anderen Strategen des griechischen Söldnerheeres auch – in eine Falle und wurde vom Großkönig Artaxerxes gefangen genommen. 401 v. Chr. wurde er im Alter von 30 Jahren in Susa durch Enthauptung getötet. Xenophon hielt vor dem Heer eine ehrende Rede auf seinen Freund und wurde zum Nachfolger des Proxenos gewählt. Er hat die Abenteuer und Leiden der griechischen Söldnerschar auf dem Rückweg nach Griechenland in seinem Buch „Anabasis“ („Der Zug der Zehntausend“) anschaulich beschrieben.